# The Last Call (film 1909)
The Last Call è un cortometraggio muto del 1909. Il nome del regista non viene riportato nei credit del film.

## Trama
La prima chiamata ti chiama nel mondo: in ospedale, un uomo cammina nervosamente per il corridoio, in attesa della nascita del figlio. La seconda chiamata è quella della campanella della scuola. La terza, è quella della fabbrica dove si va a lavorare. La quarta è quella delle campane della chiesa il giorno del tuo matrimonio. La quinta, quella dello Stato che ti invia alla guerra. L'ultima chiamata è quella che giunge quando, vecchio, ti trovi in casa, seduto nella tua poltrona: gli angeli suonano le trombe e tu alzi la mano, come a dire "sono pronto". Hai risposto all'ultima chiamata.

## Produzione
Il film fu prodotto dalla Lubin Manufacturing Company.

## Distribuzione
Distribuito dalla Lubin Manufacturing Company, il film - un cortometraggio della lunghezza di 148 metri  - uscì nelle sale cinematografiche statunitensi il 4 marzo 1909. Nelle proiezioni, veniva programmato con il sistema dello split reel, accorpato in un'unica bobina con un altro cortometraggio prodotto dalla Lubin, la commedia I'll Only Marry a Sport.